# صلاح الدين عواد الكبيسي
صلاح الدين عواد كريم محمد الكبيسي مؤلف وباحث وكاتب إداري عراقي، وهو أستاذ محاضر في جامعة بغداد في اختصاص علم الإدارة الاستراتيجية وإدارة المعرفة في كلية الإدارة والاقتصاد، ولد يوم الجمعة 10 جمادى الثانية 1379هـ / 11 كانون الأول 1959م، في مدينة كبيسة بمحافظة الأنبار.

## الدراسة والشهادات
بعد إكماله للتعليم الأولي في المدارس العراقية إلتحق بالجامعة عام 1981، وحصل على شهادة بكالوريوس في إدارة الاعمال من الجامعة المستنصرية عام 1985، ثم واصل دراسته العليا فحصل على شهادة ماجستير في إدارة الاعمال من الجامعة المستنصرية عام 1992، عن رسالتهِ الموسومة (التحليل البيئي وأثره في تحديد أهداف المنظمة). وبعدها حصل على شهادة دكتوراه في إدارة الأعمال من الجامعة المستنصرية عام 2002، عن اطروحتهِ الموسومة (إدارة المعرفة وتاثيرها في الابداع المنظمي).

## وظائفه ومركزه العلمي
شغل الاستاذ صلاح الدين عدة مناصب منها:
- لقب مدرس عام 2002.
- لقب أستاذ مساعد عام 2006.
- لقب أستاذ عام 2012.

## من أهم انجازاته
- تأليف كتابين حول إدارة المعرفة: كتاب (القيمة المضافة للمعرفة)[1]، وكتاب (المقدرات التنافسية لمنظمات الأعمال).
- إدارة المعرفة، كتاب نشر عام 2015.[2][3][4]
- اشرف على أطروحة تخرج أكثر من (35) طالباً من طلبة الدراسات العليا (لشهادة الدبلوم العالي والماجستير والدكتوراه)
- ناقش أكثر من (150) بحثاً من بحوث ورسائل الدبلوم العالي والماجستير والدكتوراه.
- قام بصياغة خطة إستراتيجية دائرة التخطيط والمتابعة لديوان الوقف السني في العراق لعام 2016.
- قام بتنفيذ عدد من ورش العمل في الموضوعات الإدارية داخل العراق وخارجه.
- قام بإلقاء محاضرات في التخطيط الإستراتيجي والإدارة الإستراتيجية وتنمية الموارد البشرية والتفتيش الإداري داخل العراق وخارجه بالتنسيق مع المكتب الاستشاري.
- قدم عدد من الاستشارات العلمية للمؤسسات الحكومية.
- له أكثر من 40 بحثاً علمياً في مجال الإدارة نشر في مجلات علمية.[5]
- شارك بعدد كبير من المؤتمرات العلمية والدورات التدريبية داخل العراق وخارجه.
- اعير للتدريس في جامعة الأحقاف في اليمن للفترة 2005- 2008.

## العضوية والمسؤوليات
- عضو وحدة البحوث والدراسات في كلية الإدارة والاقتصاد في جامعة بغداد.
- عضو اللجنة العلمية لقسم إدارة الأعمال في كلية الإدارة والاقتصاد في جامعة بغداد.
- عضو اللجنة العلمية المركزية لكلية الإدارة والاقتصاد لعامين 2012 و2013.
- عضو الهيئة العليا للإصلاح الإداري في العراق.
- عضو لجنة حاضنات الأعمال.
- عضو الهيئة الاستشارية لمجلة النزاهة.[6]
- رئيس فريق صياغة إستراتيجية هيئة النزاهة في العراق للفترة (2016-2020).
- رئيس فريق صياغة إستراتيجية ديوان الوقف السني في العراق للفترة (2016-2020).
- رئيس قسم إدارة الأعمال لسنتين في جامعة الأحقاف/ اليمن منذ 1 أيلول 2006 ولغاية 30 حزيران 2008.

## الجوائز والتكريم
حصل على أكثر من خمسين كتاب شكر وتقدير منها جائزة إمارة الشارقة لأفضل إطروحة دكتوراه في علم الإدارة على مستوى الوطن العربي لعام 2003.